# Вайнз, Сэм
Са́мьюэл Ма́ркус Ллойд Вайнз (англ. Samuel Marqus Lloyd Vines; 31 мая 1999, Колорадо-Спрингс, Колорадо, США) — американский футболист, левый защитник клуба «Колорадо Рэпидз» и сборной США.

## Карьера

### Клубная карьера
Вайнз пришёл в футбольную академию клуба MLS «Колорадо Рэпидз» в 2013 году в возрасте 13 лет. Летом 2017 года находился в аффилированном клубе USL «Шарлотт Индепенденс». 23 февраля 2018 года «Колорадо Рэпидз» подписал с Вайнзом трёхлетний контракт по правилу доморощенного игрока. 8 марта 2018 года Вайнз был отправлен в аренду в «Шарлотт Индепенденс». Его профессиональный дебют состоялся 17 марта 2018 года в матче стартового тура сезона USL против «Оттава Фьюри». 16 октября 2018 года он был отозван из аренды. За «Колорадо Рэпидз» в MLS дебютировал 21 октября 2018 года в матче против «Сан-Хосе Эртквейкс». 12 сентября 2020 года в матче против «Реал Солт-Лейк» забил свой первый гол в профессиональной карьере. 5 марта 2021 года Вайнз продлил контракт с «Колорадо Рэпидз» на четыре года, до конца сезона 2025.
5 августа 2021 года Вайнз перешёл в клуб чемпионата Бельгии «Антверпен», подписав трёхлетний контракт с опцией продления ещё на один год. По сведениям прессы сумма трансфера составила $2,1 млн. За бельгийский клуб он дебютировал 19 августа 2021 года в матче квалификации Лиги Европы УЕФА 2021/22 против кипрской «Омонии Никосия». В Про-лиге дебютировал 29 августа 2021 года в матче против «Ауд-Хеверле Лёвен». В начале сентября 2021 года на тренировке Вайнз сломал ключицу. 31 августа 2022 года в матче против «Юниона Сен-Жиллуаз» забил свой первый гол за «Антверпен». Вайнз не был включён в заявку «Антверпена» на групповой этап Лиги чемпионов УЕФА 2023/24 из-за административной ошибки.
22 января 2024 года Вайнз вернулся в «Колорадо Рэпидз», подписав четырёхлетний контракт до конца сезона 2027.

### Международная карьера
За сборную США Вайнз дебютировал 1 февраля 2020 года в товарищеском матче со сборной Коста-Рики, выйдя в стартовом составе.
В составе сборной США до 23 лет Вайнз принимал участие в Мужском олимпийском квалификационном турнире КОНКАКАФ 2020 в марте 2021 года.
Был включён в состав сборной на Золотой кубок КОНКАКАФ 2021. 11 июля 2021 года в матче первого тура группового этапа турнира против сборной Гаити забил свой первый гол за сборную США.

## Статистика

### Клубная статистика
| Выступление         | Выступление      | Выступление      | Лига | Лига | Кубок | Кубок | Континент | Континент | Прочие | Прочие | Итого | Итого |
| Клуб                | Лига             | Сезон            | Игры | Голы | Игры  | Голы  | Игры      | Голы      | Игры   | Голы   | Игры  | Голы  |
| ------------------- | ---------------- | ---------------- | ---- | ---- | ----- | ----- | --------- | --------- | ------ | ------ | ----- | ----- |
| Колорадо Рэпидз     | MLS              | 2018             | 1    | 0    | —     | —     | —         | —         | —      | —      | 1     | 0     |
| Колорадо Рэпидз     | MLS              | 2019             | 26   | 0    | 1     | 0     | —         | —         | —      | —      | 27    | 0     |
| Колорадо Рэпидз     | MLS              | 2020             | 18   | 1    | —     | —     | —         | —         | 1      | 0      | 19    | 1     |
| Колорадо Рэпидз     | MLS              | 2021             | 8    | 1    | —     | —     | —         | —         | —      | —      | 8     | 1     |
| Колорадо Рэпидз     | Итого            | Итого            | 53   | 2    | 1     | 0     | —         | —         | 1      | 0      | 55    | 2     |
| Шарлотт Индепенденс | USL              | 2017             | 0    | 0    | —     | —     | —         | —         | —      | —      | 0     | 0     |
| Шарлотт Индепенденс | USL              | 2018             | 29   | 0    | 1     | 0     | —         | —         | —      | —      | 30    | 0     |
| Шарлотт Индепенденс | Итого            | Итого            | 29   | 0    | 1     | 0     | —         | —         | —      | —      | 30    | 0     |
| Антверпен           | Про-лига         | 2021/22          | 24   | 0    | 1     | 0     | 5         | 0         | —      | —      | 30    | 0     |
| Антверпен           | Про-лига         | 2022/23          | 15   | 1    | 0     | 0     | 5         | 0         | —      | —      | 20    | 1     |
| Антверпен           | Про-лига         | 2023/24          | 5    | 1    | 0     | 0     | 2         | 0         | 1      | 0      | 8     | 1     |
| Антверпен           | Итого            | Итого            | 44   | 2    | 1     | 0     | 12        | 0         | 1      | 0      | 58    | 2     |
| Янг Редс            | Дивизион 2       | 2022/23          | 4    | 0    | —     | —     | —         | —         | —      | —      | 4     | 0     |
| Колорадо Рэпидз     | MLS              | 2024             | 2    | 0    | —     | —     | —         | —         | —      | —      | 2     | 0     |
| Всего за карьеру    | Всего за карьеру | Всего за карьеру | 132  | 4    | 3     | 0     | 12        | 0         | 2      | 0      | 149   | 4     |

### Международная статистика
| Команда | Год   | Игры | Голы |
| ------- | ----- | ---- | ---- |
| США     |       |      |      |
| 2020    | 2     | 0    |      |
| 2021    | 6     | 1    |      |
| 2022    | 1     | 0    |      |
| Всего   | Всего | 9    | 1    |